# Félix María Gómez (militar)
Félix María Gómez (Corrientes, ca. 1790 - Goya, julio de 1857) fue un militar argentino que participó en las guerras civiles argentinas, especialmente en los cinco ejércitos formados en la provincia de Corrientes contra el gobierno nacional de Juan Manuel de Rosas.

## Biografía
Radicado desde muy joven en el pueblo de Goya, en el sudoeste de la Provincia de Corrientes, se involucró en la organización de las milicias provinciales que siguió a la disolución de la República de Entre Ríos. En 1824 era comandante del puerto de Goya. Ayudó al gobernador Pedro Ferré a organizar las tropas que debía incorporarse a la guerra del Brasil, y fue nombrado comandante del departamento de Departamento Esquina.
En 1827 enfrentó a indígenas guaraníes de la Provincia de Misiones – comandados por su gobernador nominal, Félix Aguirre – que se rebelaron contra las pretensiones de los correntinos de incorporarlos a su provincia. Durante los doce años siguientes fue comandante de Esquina.
En 1839, el gobernador Genaro Berón de Astrada lo envió a Montevideo a ratificar el tratado de alianza con Fructuoso Rivera contra Juan Manuel de Rosas. De regreso sufrió un accidente en el río Daymán, en Uruguay: estuvo a punto de perder el uso de una pierna y pasó varios meses postrados, pero se salvó de la derrota de Pago Largo y la subsiguiente matanza.
Regresó a la actividad después del paso del ejército de Juan Lavalle por la provincia; fue ascendido al grado de coronel y ayudó al general Paz a formar un nuevo ejército. Fue fiscal en el juicio contra los coroneles Joaquín Baltar y Martín de Gainza. No participó de la derrota de Arroyo Grande; cuando las fuerzas de Urquiza invadieron la provincia, huyó al Brasil.
Fue uno de los jefes de la invasión dirigida por los hermanos Joaquín y Juan Madariaga en su regreso a Corrientes, y fue el encargado de tomar los pueblos de Bella Vista y Esquina. Fue el jefe de Estado Mayor del ejército con el que los Madariaga invadieron la Provincia de Entre Ríos y participó en el Combate del Palmar del Arroyo Grande.
Cuando el general Paz regresó a Corrientes y volvió a asumir el mando del ejército correntino, permaneció como jefe de Estado Mayor; meses más tarde, Paz cambió a los jefes correntinos por otros, llegados desde el Uruguay y el Brasil. Participó como jefe de un regimiento de la campaña defensiva de 1846, que fracasó por la obstinación de Paz en llevar a Urquiza hasta una trampa, ante la prudencia el gobernador entrerriano.
Fue uno de los jefes más decididos en la defensa del gobernador Madariaga contra la revolución urdida por Paz. Condujo a los diputados que apoyaron la revolución hasta el límite con el Paraguay, expulsándolos del país. En el camino enfrentó la resistencia de un oficial que quiso ponerlos en libertad, a quien derrotó y expulsó a su vez. Se unió a las fuerzas de Madariaga, y participó en la Batalla de Vences, que lo obligó a exiliarse nuevamente al Brasil.
Regresó poco después de la alianza contra Rosas entre Urquiza y Virasoro y organizó las milicias del sudoeste de la provincia. Como ayudante del general Virasoro participó en la Batalla de Caseros, que significó el final del predominio nacional y el gobierno de Rosas en Buenos Aires.
Regresó a Corrientes a mediados de 1852 y apoyó la revolución contra Virasoro, que llevó al gobierno a Juan Pujol. Fue elegido diputado provincial poco después.
En 1854 se instaló definitivamente en Goya como recaudador de impuestos nacionales, básicamente aduaneros. Fundó el Club Progresista Armonizador en esa localidad.
En 1857 murió su pequeña hija, lo que lo sumió en una profunda depresión. Pocos días después los fondos públicos a su cargo fueron robados en su totalidad. Como consecuencia, se suicidó en Goya en julio de ese año.